# Galium falconeri
Galium falconeri är en måreväxtart som beskrevs av Reba Bhattacharjee. Galium falconeri ingår i släktet måror, och familjen måreväxter.
Artens utbredningsområde är Uttaranchal. Inga underarter finns listade i Catalogue of Life.